# Alfredo Soderguit
Alfredo Soderguit   (Rocha, 10 de setembre de 1973) és un escriptor, il·lustrador i cineasta uruguaià.

## Biografia
Segons recorda el mateix autor, ja des dels quatre anys, dibuixava cotxes en la sorra i en el col·legi, simulava que llegia mentre veia els dibuixos dels llibres en el col·legi. Als divuit anys aconsegueix l'esment a la creativitat en el concurs nacional de vídeo educatiu, organitzat per Canal 10 de l'Uruguai i l'ambaixada de Mèxic, per la realització d'un clip animat sobre fragments d'obres literàries d'Ernest Hemingway. Es trasllada a Montevideo el 1992 on estudia Belles arts en la Universitat de la República de l'Uruguai.
A partir de 1998, inicia el seu treball il·lustrant llibres infantils i juvenils, tant al seu país com a l'Argentina i Noruega. El 1999 va fundar el col·lectiu artístic SOTA (Symbolic Operation).
En 2003, estudia Direcció d'art a l'Escola de Cinema de l'Uruguai i dos anys més tard, crea l'estudi Palerm Animation al costat d'Alejo Schettinii Claudia Prezioso. En 2013, realitza el seu primer llargmetratge com a director, Anina, inspirada en les il·lustracions que va fer en el llibre Anina Yatay Salas de Sergio López Suárez. La cinta va ser presentada al 63è Festival Internacional de Cinema de Berlín i va recollir diferents reconeixements en diferents festivals.

## Obra

Anina

- 2003, Anina, director de cinema
- 2018, Soy un animal, autor
- 2019. Los carpinchos, autor

### Com a il·lustrador
- 1999, 'Un resfrío como hay pocos de Magdalena Helguera (Ediciones Santillana)
- 2000 Detectives en el parque Rodó de Helen Velando (Ed. Santillana)
- 2001, El país de las cercanías de Roy Berocay, José Rilla i Gerardo Caetano
- 2002, Historias de magos y dragones de Fernando González (Ediciones Santillana)
- 2003, Anina Yatay Salas de Sergio López Suárez (Ed. Santillana)
- 2005 Los Cazaventura y el río escondido de la Amazonia de Helen Velando (Ed. Santillana)
- 2005, Los Cazaventura y el secreto de Yucatán de Helen Velando ((Ed. Santillana)
- 2005, Mirá vós de Fabio Guerra, Sebastián Santana
- 2005, Guidaí en la tierra sin tiempo de Adriana Cabrera Esteve
- 2008, La increíble aventura de Gonzalo y la vaca feroz de Federico Ivanier (Editorial Sudamericana)

## Premis i distincions
En 2016 va guanyar el Primer Premi d'il·lustració de literatura infantil i juvenil de l'Uruguai. En 2019 va rebre el Premi d'Il·lustració de Literatura Infantil i Juvenil de l'Uruguai en la categoria d'Imatge Unitària.